# Aldealengua
Aldealengua è un comune spagnolo di 555 abitanti situato nella comunità autonoma di Castiglia e León.